# Socijaldemokratska partija Hrvatske
Socijaldemokratska partija Hrvatske (SDP) politička je stranka lijevoga centra i jedna od dviju vodećih stranaka u Republici Hrvatskoj od njezina osamostaljenja. Stranku je 1990. osnovao Ivica Račan i postao njezinim prvim predsjednikom. Glavne ideološke i ekonomske odrednice stranke čine socijaldemokracija i proeuropejstvo. SDP je pridruženi član Europske socijalističke stranke.
Stranka je pravni sljedbenik Saveza komunista Hrvatske – vladajuće političke organizacije u jednopartijskoj Socijalističkoj Republici Hrvatskoj – koju je u noći s 1. na 2. kolovoza 1937. kao dio Komunističke partije Jugoslavije i pod imenom Komunistička stranka Hrvatske osnovalo između 16 i 19 nazočnih delegata na tajnome sastanku u šumi Anindol kod Samobora. Kao organizacijski tajnik (sekretar) CK KPJ Josip Broz Tito radio je na stvaranju KP Hrvatske i KP Slovenije. Osnivanjem KP Hrvatske provedene su upute Kominterne koja je u to vrijeme smatrala da postoje izgledi za raspad Kraljevine Jugoslavije; osnivanjem zasebne komunističke organizacije u Hrvatskoj trebalo se pripremiti i za takvu mogućnost. U narednom razdoblju komunisti su umjesto razgradnje Jugoslavije transformirali tu državu u federaciju pod svojom vlašću u kojoj je Hrvatska imala status države s vrlo ograničenom suverenošću. Jedan dio članova te stranke učinio je mnogo za održavanje hrvatske narodne ideje preuzimajući nemali rizik pri donošenju Deklaracije o nazivu i položaju hrvatskog književnog jezika 1967. godine i pokrećući takozvano Hrvatsko proljeće ranih 1970-ih godina. 
Nadnevka 3. studenoga 1990. godine vodstvo te stranke deklariralo je svoje socijaldemokratsko opredjeljenje i odlučilo nastaviti funkcionirati kao stranka u demokratskome (višestranačkome) političkom okružju.

## Povijest

### Razdoblje Komunističke partije Hrvatske (1937. – 1990.)
Osnivački kongres Komunističke stranke Hrvatske, kao sekcije Kominterne vezane uz Komunističku partiju Jugoslavije, održan je potajice na poljani u Anindolu kod Samobora u noći između 1. i 2. kolovoza 1937. godine. Na osnivačkoj skupštini je sudjelovalo 16 komunista koji su predstavljali lokalne komunističke organizacije KPJ koje su već djelovale u Hrvatskoj. Presudnu ulogu o organiziranju SKH je imao predstavnik Kominterne Josip Broz Tito, a u prvi Centralni komitet ušlo je 12 članova, od kojih će poslije većina biti važni revolucionari: Đuro Špoljarić, Pavle Gregorić, Andrija Žaja, Josip Kraš, Božidar Adžija, Anka Butorac, Ivan Dujmić, Marko Orešković, Drago Petrović, Vlado Janić Capo, Vicko Jelaska i Lovro Kurir. Za prvog sekretara (vodećeg dužnosnika) SKH izabran je Đuro Špoljarić.
Tijekom II. svjetskog rata je Komunistička partija Hrvatske (stranka će poslije još nekoliko puta mijenjati ime) pod vodstvom Rade Končara, Vlade Popovića-Španca i Andrije Hebranga ima važnu ulogu u organiziranju ustanka protiv NDH, privlačenju pretežnog dijela ustanika iz redova etničkih Srba u Hrvatskoj da se s vremenom pridruže NOVJ, te u organiziranju ZAVNOH-a.
Nakon II. svjetskog rata SKH je odigrao glavnu ulogu u uspostavi i višedesetljetnom održavanju komunističke vladavine u Hrvatskoj kao dijela SFRJ. Stranka je 1952. promijenila naziv u Savez komunista Hrvatske.
Krajem 1980-ih godina, kada se nazirao kraj komunističkog poretka u zemljama na istoku Europe, SKH se odlučuje za demokratizaciju društva kojim je još uvijek upravljao kao jedina zakonom dopuštena politička stranka. U tom procesu surađuje s kolegama iz Saveza komunista Slovenije, te s vremenom dolazi u sukob s komunističkim vodstvom Srbije okupljenim oko Slobodana Miloševića. Nakon sukoba slovenske i srpske delegacije na 14. izvanrednom kongresu Saveza komunista Jugoslavije, koji je rezultirao odlaskom slovenske delegacije s kongresa 22. siječnja 1990. godine, na odbijeni prijedlog vođe hrvatske delegacije Ivice Račana da se sjednica kongresa prekine, hrvatski su izaslanici također napustili kongresnu dvoranu. Ovaj događaj označio je kraj vladavine SKJ i bio je jedan od ključnih u raspadu SFRJ.
U isto vrijeme u Hrvatskoj su tekle pripreme za prve višestranačke izbore za Sabor Socijalističke Republike Hrvatske. Nakon što je Savez komunista Hrvatske 10. prosinca 1989. donio odluku o raspisivanju izbora na svim razinama, oni su bili i održani u travnju i svibnju 1990. godine. U međuvremenu, odnosno 20. ožujka 1990., stranka je promijenila naziv u Savez komunista Hrvatske – Stranka demokratskih promjena. Tijekom kampanje za prve višestranačke izbore tadašnji predsjednik SKH-a Ivica Račan nazvao je Hrvatsku demokratsku zajednicu strankom opasnih namjera. Na izborima pobjeđuje HDZ, a Savez komunista Hrvatske s oko 35 % glasova osvaja 72 zastupnička mjesta u Saboru.

### SDP pod vodstvom Ivice Račana (1990. – 2007.)
Dana 3. studenoga 1990. SKH-SDP mijenja ime u SDP (Stranka demokratskih promjena). Promjena je upisana u registar političkih organizacija 15. studenoga 1990.
Dana 25. lipnja 1991. prilikom izglasavanja Deklaracije o uspostavi suverene i samostalne Republike Hrvatske, zastupnici SDP-a srpske nacionalnosti napustili su sabornicu, ne želeći sudjelovati u donošenju te odluke. Stranka je 9. studenoga 1991. promijenila naziv u Socijaldemokratska partija Hrvatske – Stranka demokratskih promjena.
Sljedeću priliku Socijaldemokratska partija Hrvatske – Stranka demokratskih promjena imala je na prvim višestranačkim parlamentarnim izborima nakon proglašenja neovisnosti Republike Hrvatske. Rezultati su, međutim, bili porazni, jer je sa 7.54 % osvojenih glasova dobio svega 11 zastupničkih mjesta u Hrvatskom saboru.
Stranka se 16. siječnja 1993. preimenovala u Socijaldemokratsku partiju Hrvatske.
Dana 30. travnja 1994. stranci se pridružila Socijaldemokratska stranka Hrvatske.
Godine 1995. prijevremeno je raspušten zastupnički dom i održani su treći hrvatski parlamentarni izbori. Vladajuća stranka HDZ na čelu s predsjednikom Franjom Tuđmanom nastojala je iskoristiti narodno zadovoljstvo nakon oslobađanja velikog dijela državnog teritorija u Operaciji Oluja i tako produžiti mandat koji je bez tih prijevremenih izbora trebao trajati do 1996. godine. Brojnim izmjenama u izbornom zakonu koji je donesen prije raspuštanja zastupničkoga doma nastojao se poboljšati rezultat vladajuće stranke. U takvim uvjetima SDP je još jednom postigao poražavajuće rezultate i s 8,93 % glasova birača dobiva samo 10 (od ukupno 127) mjesta u Hrvatskomu državnom saboru.
U kolovozu 1998. godine Ivica Račan i Dražen Budiša potpisuju sporazum o suradnji dviju stranaka i traže raspisivanje prijevremenih izbora. Potpisivanju takve koalicije je značajno pridonio američki International Republican Institute (IRI); djelovanje te ustanove u Hrvatskoj, sa svrhom svrgavanja autoritarnog režima Franje Tuđmana financirala je američka federalna agencija USAID. IRI u opsežnom izvještaju iz 2004. godine opisuje također i svoju daljnju važnu pomoć u djelovanju koalicijske vlade 2000. – 2004, poput primjerice pomoći u ishodovanju povoljnih kredita za izgradnju autocesta.
Na četvrtim hrvatskim parlamentarnim izborima 3. siječnja 2000. godine koalicija SDP-HSLS osvaja 38,7 % glasova birača te se uspostavlja vlast koalicije šest stranaka s Ivicom Račanom kao predsjednikom Vlade, koja će se još zvati i trećesiječanjskom koalicijom. Nakon dolaska na vlast, SDP mnogim novinarima ukida radno mjesto na HRT-u, čime započinje proces tzv. detuđmanizacije. Uskoro 2001. godine stižu prve haaške optužnice za određene istaknute hrvatske generale u operacijama Bljesak, Oluja, Medački džep. Iako se u početku govorilo da se optužene generale neće predati haaškom sudu, ubrzo je postalo izvjesno da generali poput Mladena Markača, Ante Gotovine i Mirka Norca moraju biti procesuirani. Zbog prijepora oko pitanja suradnje s Haaškim sudom, 2002. godine Dražen Budiša i HSLS napuštaju Vladu, a Ivica Račan zadržava parlamentarnu većinu i dobiva novi mandat za sastavljanje Vlade.
Nakon parlamentarnih izbora 2003. godine nova vladajuća stranka je HDZ kojima se priklonila i koalicija stranaka HSLS-DC. SDP, koji je na tim izborima uz potporu koalicijskih partnera dobio 23,26 % glasova, tako postaje najjača oporbena stranka, s 34 saborska zastupnika.

### SDP pod vodstvom Zorana Milanovića (2007. – 2016.)
Ivica Račan, tadašnji predsjednik stranke, daje 11. travnja 2007. ostavku na mjesto predsjednika SDP-a. Dužnost nije bio sposoban obnašati zbog malignog tumora koji mu je bio dijagnosticiran u području ramena. Račan je preminuo 29. travnja 2007., osamnaest dana nakon što je podnio ostavku. Za novog predsjednika stranke je na izvanrednoj skupštini izabran Zoran Milanović, čija je vizija trebala osigurati uvjerljivu pobjedu na izborima 2007. godine. Unatoč najboljem izbornom rezultatu od stvaranja stranke – ukupno 32,5 % glasova svih birača – SDP nije bio u saborskoj većini koja je nakon tih izbora formirala vladu.
Na 11. konvenciji stranke održanoj 2008. godine SDP u statut uvodi odredbu o neposrednom izboru predsjednika stranke, te predsjednike lokalnih organizacija po načelu jedan član – jedan glas. Tim je činom SDP postao prva veća stranka u Hrvatskoj u kojoj svi članovi biraju predsjednika stranke, odnosno lokalnih organizacija.
Godine 2009. u Kastvu, Zoran Milanović zajedno s predsjednicima HNS-a Radimirom Čačićem, IDS-a Ivanom Jakovičićem te HSU-a Silvanom Hreljom osniva Kukuriku koaliciju te pobjeđuje na parlamentarnim izborima održanim 4. prosinca 2011. godine. Kukuriku koalicija je osvojila 80 od ukupno 151 mandata, a Zoran Milanović je postao mandatar dvanaeste Vlade Republike Hrvatske.
Sredinom je 2014. godine politički položaj SDP-a kao vodeće političke snage u Hrvatskoj ozbiljno uzdrman, zbog neuspjeha da nakon gotovo tri godine obnašanja vlasti započnu izvoditi Hrvatsku iz teške gospodarske i društvene krize. Na javni ugled SDP-a negativno utječu i unutarstranački sukobi, među kojima je najteži bio između predsjednika SDP-a i predsjednika Vlade RH Zorana Milanovića s jedne, te donedavnog potpredsjednika Vlade RH i ministra financija Slavka Linića s druge strane. Linić je nakon iznimno dugotrajne rasprave na Glavnom odboru SDP-a izbačen iz partije, ali uz veliku podijeljenost vrha stranke (s 50 glasova za i 47 protiv isključenja).
Na parlamentarnim izbora 2015. SDP gubi vlast, koju ne uspijeva povratiti ni na izborima za Hrvatski sabor 2016.

### SDP pod vodstvom Davora Bernardića (2016. – 2020.)
Dana 28. studenog 2016. godine umjesto Zorana Milanovića na čelo SDP-a izabran je novi predsjednik Davor Bernardić. SDP ipak ostaje druga najsnažnija politička stranka u Republici Hrvatskoj, koja drži lokalnu vlast u više hrvatskih županija, te u mnogim gradovima i općinama. SDP je zastupljen i u Europskom parlamentu, gdje su zastupnici iz njegovih redova uključeni u Klub zastupnika Progresivnog saveza socijalista i demokrata (S&D).
Dolaskom na mjesto predsjednika SDP-a, Davor Bernardić morao se suočiti sa sve glasnijom oporbom u stranci koja mu je otežavala rad. Cijela ta situacija narušila je njihov politički rad te su ih Saboru sve češće zasjenjivali nastupi novih političara poput Ivana Pernara i Branimira Bunjca.
Također se u ovo vrijeme otkrila afera Dnevnice, koja je donedavno visoko rangiranog člana stranke, Tomislava Sauchu, ozbiljno teretila da je izmišljao službena putovanja koja se nikad nisu dogodila te sam sebi isplaćivao dnevnice. Zbog ove situacije, kao i obećanja da se prema njemu neće voditi sudski proces, Saucha pristaje na ucjenu i prelazi na stranu HDZ-a, čime je sebi zapečatio političku sudbinu, a stranku SDP doveo u neočekivane probleme.
Tokom 2018. godine oporba je čak zatražila da predsjednik SDP-a, Davor Bernardić, odstupi s te pozicije jer im je dosta nečinjenja i lošeg vodstva stranke. Pismo je potpisalo čak 90 visoko rangiranih članova stranke, a predali su mu je članovi Predsjedništva Peđa Grbin, Siniša Hajdaš Dončić i Vedran Babić.
Uslijedila je njihova suspenzija, a zbog tog čina dolazi i do pada rejtinga same stranke, kao i do toga da su u stranku Milana Bandića 365 – Stranku Rada i Solidarnosti prebjegli članovi Milanka Opačić, dotad desna ruka bivšeg predsjednika stranke, kao i Zdravko Ronko.
Krajem 2018. stranka doživljava novi debakl kada je po anketi Crobarometra prestiže Živi Zid kao druga najpopularnija stranka u državi, i to nakon duljeg, prolongiranog pada rejtinga od parlamentarnih izbora 2016.
U tom i takvom ozračju stranka se priprema za Europske izbore koji su se održali u svibnju 2019. godine. Zahvaljujući iznimnom naporu kandidata kao i lokalnih stranačkih organizacija, stranka uspijeva osvojiti čak četiri mandata za Europski parlament čime ostvaruje veliki uspjeh te se konačno konsolidira i vraća vjeru u socialdemokraciju u Hrvatskoj. Tako su u novom sazivu Europskog parlamenta i dalje bili Biljana Borzan i Tonino Picula dok su po prvi puta ušli Predrag Matić i Romana Jerković.

### SDP pod vodstvom Peđe Grbina (2020. – 2024.)
Optimistična atmosfera u SDP-u, nakon dobrih rezultata na Europskim izborima te naglog skoka rejtinga u anketi Crobarometra 2019., koja im je predviđala sličan rejting kao HDZ-ov, oko 20 % potpore, nestala je na parlamentarnim izborima 2020. godine, kada je SDP ostvario najgori rezultat na parlamentarnim izborima od 1990-ih, što je rezultiralo ostavkom Davora Bernardića dan nakon izbora. Zlatko Komadina preuzeo je privremenu dužnost čelnika stranke do sljedećih unutarstranačkih izbora. Na izborima za čelnika stranke, za koje se glasovalo 26. rujna i 3. listopada, nastupilo je pet kandidata. Za novog predsjednika izabran je Peđa Grbin, koji je u drugom krugu izbora pobijedio Željka Kolara. Izbore je obilježila i mogućnost glasanja samo članova koji su platili članarinu, što znači da je pravo glasa imalo 12 000 od 32 000 svih članova. 
U 2021. izbili su unutarstranački sukobi Grbina i Bernardića, nakon čega je uslijedilo isključenje četvorice zastupnika zbog optužbi za nanošenje štete stranci ili odbijanje aktivnog sudjelovanja na lokalnim izborima 2021., na kojima je SDP polučio loše rezultate. Isti zastupnici tada su odbili napustiti zastupnički klub SDP-a, a za to su dobili podršku 14 svojih kolega koji su odbili glasati za njihovo isključenje. 
Kriza je razriješena na sjednici Predsjedništva stranke 2. listopada 2021., kada je donesena odluka o kažnjavanju 14 pristaša svrgnutih zastupnika. Odlukom je iz stranke isključeno sedam zastupnika, među kojima i Davor Bernardić, dok je ostalih sedam opomenuto. Na kraju su isključeni zastupnici i oni koji su ih podržavali osnovali novi saborski klub, Klub socijaldemokrata. S 18 zastupnika, ovaj se klub 9. srpnja 2022. pretočio u novu stranku imena Socijaldemokrati, koja je po osnutku postala najveća oporbena stranka s četiri saborska mjesta više od SDP-a.
Dana 9. rujna 2022. zagrebačka organizacija SDP-a raskinula je suradnju s Možemo! u gradskoj skupštini Zagreba. Kao posljedica toga, 13. rujna je predsjednik zagrebačkog SDP-a Viktor Gotovac isključen iz stranke.

### SDP pod vodstvom Siniše Hajdaša Dončića (2024. – danas)
Nakon održavanja drugog kruga unutarstranačkih izbora 21. rujna 2024. godine, Siniša Hajdaš Dončić s 56,46% izabran je za novog predsjednika SDP-a. 

### Kontroverze oko pristupa arhivima Komunističke partije Hrvatske
SDP je u posjedu cjelokupne arhivske građe iz vremena kada se ta stranka zvala Komunistička partija Hrvatske i Savez komunista Hrvatske, te je za sada (2019. godine) pristup toj građi moguć samo uz odobrenje SDP-a. Riječ je o arhivskoj građi od iznimne važnosti za izučavanje povijesti iz razdoblje Socijalističke Republike Hrvatske, kada su tijela te partije donosila najvažnije odluke o životu naroda i djelovanju tijela vlasti, zbog čega je to razdoblje povijesti vrlo teško shvatiti bez poznavanja činjenica o postupanju Partije. U lipnju 2014. godine dr. sc. Ivica Lučić s Hrvatskog instituta za povijest optužuje vrh SDP da pristup dozvoljava samo svojim pristalicama, koji potom prezentiraju samo informacije koje u boljem svjetlu prikazuju djelovanje komunističke partije: Za neke neovisne, kritične istraživače nema uopće govora da će doći do takvog gradiva, čak niti gradivo nekadašnjih Komiteta za općenarodnu obranu i društvenu samozaštitu koji nisu bili partijska institucija, nego državna, ali i to gradivo smješteno je unutar partijskog i morate i zato tražiti dopuštenje SDP-a.
U listopadu 2014. godine u svezi pristupa partijskim arhivima javno nastupa i povjesničar dr. sc. Davor Marijan, koji, na primjeru aktualnog suđenja za ubojstvo emigranta Stjepana Đurekovića iz 1982. godine koje se protiv bivših čelnika UDBE vodi u SR Njemačkoj, iznosi svoje mišljenje da je uloga SDP-a u kontroli arhiva Saveza komunista Hrvatske, ali i svojedobnog Republičkog komiteta za općenarodnu obranu i društvenu samozaštitu (koji je bio državno, a ne partijsko tijelo, ali njegovu arhivu kontrolira danas SDP), neprihvatljiva i zapravo nezakonita.
U listopadu 2017. godine povjesničar Mato Artuković za medije izjavljuje: Kad sam istraživao sudske progone komunističkog režima nad doktorom Markom Veselicom, nisam mogao dobiti mnoge tražene dokumente... jer da nisu 'deklasificirani'. Odgovor je potpisao g. Dragovan, tada tajnik SDP-a. Čudno je da nasljednica jedne totalitarne partije, koja se pokazala zločinačka svugdje u svijetu pa tako i u Jugoslaviji i Hrvatskoj, uopće ima pravo vlasništva nad građom partije za koju kaže da nije njezin sljednik, i čak određuje što će se deklasificirati tri desetljeća nakon sloma komunističkog režima.

## Struktura i organizacije
Prvi i najdugovječniji predsjednik stranke bio je Ivica Račan. Aktualni predsjednik stranke je Siniša Hajdaš Dončić, koji je izabran na na unutarstranačkim izborima 21. rujna 2024., nasljedivši tako Peđu Grbina. Uz predsjednika i četvero potpredsjednika stranke (Biljana Borzan, Mirela Ahmetović, Mišel Jakšić, Ranko Ostojić), između dviju Konvencija SDP-a, središnji organi stranke su Glavni odbor SDP-a, Predsjedništvo i Statutarna Komisija.
Stranka ima svoje lokalne organizacije na općinskoj, gradskoj i županijskoj razini. U SDP-u djeluju i forumi kao interesno-politički oblici organiziranja društvenih skupina. Četiri foruma stranke su: Forum mladih, Forum žena, Forum seniora i SDP Queer forum.

## Predsjednici stranke
| R. br. | Slika | Ime i prezime        | Trajanje mandata    | Trajanje mandata    |
| ------ | ----- | -------------------- | ------------------- | ------------------- |
| 1.     |       | Ivica Račan          | 3. studenoga 1990.  | 11. travnja 2007.   |
| v. d.  |       | Željka Antunović     | 11. travnja 2007.   | 2. lipnja 2007.     |
| 2.     |       | Zoran Milanović      | 2. lipnja 2007.     | 26. studenoga 2016. |
| 3.     |       | Davor Bernardić      | 26. studenoga 2016. | 6. srpnja 2020.     |
| v. d.  |       | Zlatko Komadina      | 6. srpnja 2020.     | 3. listopada 2020.  |
| 4.     |       | Peđa Grbin           | 3. listopada 2020.  | 21. rujna 2024.     |
| 5.     |       | Siniša Hajdaš Dončić | 21. rujna 2024.     | trenutačno          |

## Rezultati izbora
| Izbori | U koaliciji sa     | Broj birača        | %                  | Broj zastupnika u saboru | Promjena   | Dio Vlade? |
| Izbori | U koaliciji sa     | (cijela koalicija) | (cijela koalicija) | (samo SDP)               | (samo SDP) | (samo SDP) |
| ------ | ------------------ | ------------------ | ------------------ | ------------------------ | ---------- | ---------- |
| 1990.  |                    | 1 001 967          | 35,00              | 107 / 351                | 107        | Oporba     |
| 1992.  |                    | 145 419            | 5,52               | 11 / 138                 | ▼96        | Oporba     |
| 1995.  |                    | 215 839            | 8,93               | 10 / 127                 | ▼1         | Oporba     |
| 2000.  | HSLS-PGS-SBHS      | 1 138 318          | 38,70              | 43 / 151                 | 33         | Vlada      |
| 2003.  | Libra-IDS-LS       | 560 593            | 22,61              | 34 / 152                 | ▼9         | Oporba     |
| 2007.  |                    | 775 690            | 31,30              | 56 / 153                 | 22         | Oporba     |
| 2011.  | Kukuriku koalicija | 958 318            | 40,72              | 61 / 151                 | 5          | Vlada      |
| 2015.  | Hrvatska raste     | 742 909            | 33,38              | 42 / 151                 | ▼19        | Oporba     |
| 2016.  | Narodna koalicija  | 636 964            | 33,47              | 38 / 151                 | ▼4         | Oporba     |
| 2020.  | Restart koalicija  | 414 615            | 24,87              | 34 / 151                 | ▼4         | Oporba     |
| 2024.  | Rijeke pravde      | 538 743            | 25,41              | 37 / 151                 | 3          | Oporba     |

| Izbori | Kandidat        | Prvi krug    | Prvi krug  | Drugi krug   | Drugi krug | Rezultat |
| Izbori | Kandidat        | Broj glasova | %          | Broj glasova | %          | Rezultat |
| ------ | --------------- | ------------ | ---------- | ------------ | ---------- | -------- |
| 1992.  | Silvije Degen   | 108 979      | 4,15 (#5)  |              |            | Poraz    |
| 1997.  | Zdravko Tomac   | 458 172      | 21,03 (#2) |              |            | Poraz    |
| 2000.  | Dražen Budiša   | 741 837      | 27,71 (#2) | 1 125 969    | 43.99 (#2) | Poraz    |
| 2005.  | Stjepan Mesić   | 1 089 398    | 48,92 (#1) | 1 454 451    | 65.93 (#1) | Pobjeda  |
| 2010.  | Ivo Josipović   | 640 594      | 32,42 (#1) | 1 339 385    | 60.26 (#1) | Pobjeda  |
| 2015.  | Ivo Josipović   | 687 678      | 38,46 (#1) | 1 082 436    | 49.26 (#2) | Poraz    |
| 2020.  | Zoran Milanović | 562 783      | 29,55 (#1) | 1 034 170    | 52,66 (#1) | Pobjeda  |

| Izbori | U koaliciji sa     | Broj birača        | %                  | Broj zastupnika u EP-u | Promjena   |
| Izbori | U koaliciji sa     | (cijela koalicija) | (cijela koalicija) | (samo SDP)             | (samo SDP) |
| ------ | ------------------ | ------------------ | ------------------ | ---------------------- | ---------- |
| 2013.  | Kukuriku koalicija | 237 778            | 32,07              | 5 / 12                 | 5          |
| 2014.  | Kukuriku koalicija | 275 904            | 29,93              | 2 / 11                 | ▼3         |
| 2019.  |                    | 200 876            | 18,71              | 4 / 12                 | 2          |
| 2024.  | Rijeke pravde      | 192,859            | 25,62              | 4 / 12                 | ▬0         |

## Vanjske poveznice
- Socijaldemokratska partija Hrvatske – SDP